# Santiago Tarazona
Santiago Tarazona né le 31 mai 1996, est un joueur argentin de hockey sur gazon. Il évolue au poste de défenseur ou de milieu de terrain au Real Club de Polo et avec l'équipe nationale argentine.
Il a participé aux Jeux olympiques d'été de 2020,.

## Carrière

### Coupe d'Amérique
- : 2017, 2022

### Jeux olympiques
- Top 8 : 2020